# ویلهلم گناتسینو
ویلهلم گناتسینو (به آلمانی: Wilhelm Genazino) (زادهٔ ۲۲ ژانویه ۱۹۴۳ در مانهایم) - ۹ دسامبر ۲۰۱۸) رمان‌نویس و نویسندهٔ نمایش‌نامههای رادیویی، قطعات نمایشی و مقالات اهل آلمان است.

## زندگی
ویلهلم گناتسینو در ۲۲ ژانویه ۱۹۴۳ در مانهایم زاده شد. او دانش‌آموختهٔ رشته‌های زبان و ادبیات آلمانی، فلسفه و جامعه‌شناسی در دانشگاه گوته فرانکفورت است که پس از پایان تحصیلات به عنوان روزنامه‌نگار و سپس سردبیر به کار مشغول شد و از سال ۱۹۷۰ به عنوان نویسندهٔ آزاد دست به قلم برد. او در اواخر همین دهه سه‌گانهٔ «آبشافل» را نوشت که داستان آن در مورد زندگی غم‌انگیز یک کارمند فرانکفورتی است. نوشتن این اثر او را به شهرت رساند و سال ۱۹۸۶ آغازگر اهدای جوایز ادبی متعدد به این نویسنده برای کتاب‌هایش بود. او هم‌اکنون در فرانکفورت زندگی می‌کند.
ویلهلم گناتسینو در سال ۲۰۱۲ اعلام کرد که آرشیو خود را به مرکز آرشیو ادبیات آلمان واقع در مارباخ منتقل می‌کند. آرشیو گناتسینو متشکل از مراحل ایجاد رمانها، نمایش‌نامهها و مقالات وی مشتمل بر مجموعه‌ای بی‌نظیر از اسناد، شواهد مربوط به دوران زندگی و عکس‌های وی است. نامه‌های به‌جامانده از مکاتبات این نویسنده بخش دیگر این آرشیو را تشکیل می‌دهد. هاینریش بل، اکهارت هنشاید، بریگیت کروناوئر و یورگن منتی از جمله شخصیت‌هایی بودند که گناتسینو با آن‌ها مکاتبه داشت.
همچنین یکی از آثار بسیار ارزشمند این مجموعه دفترچه یادداشت‌های روزانهٔ کاری گناتسینو است که منبع بسیار گران‌بهایی برای زندگی‌نامهنویسی و تاریخی ادبی جمهوری فدرال آلمان است و مشتمل است بر مطالب، صحنه‌ها و مشاهدات مورد استفادهٔ این نویسنده برای نگارش کتاب‌هایش.

## سبک

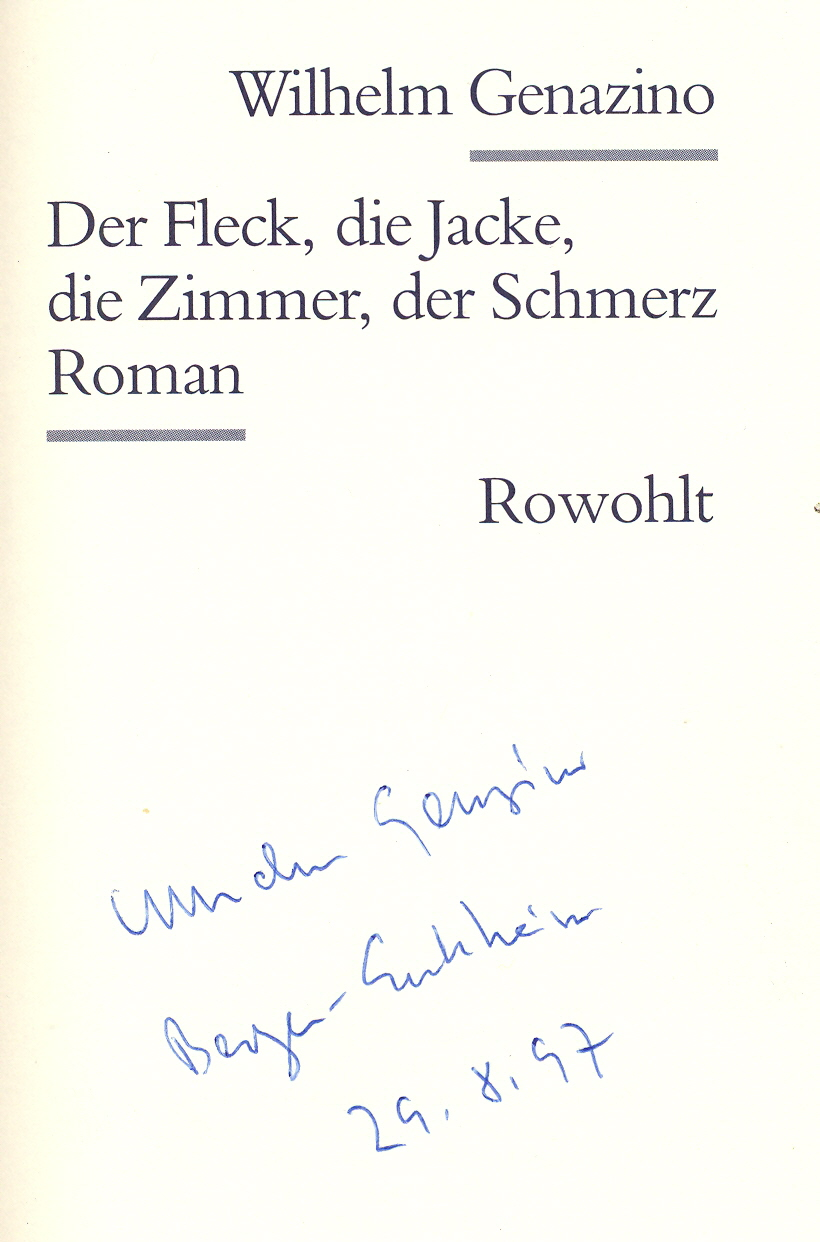
نمونه‌ای از دست‌خط گناتسینو (۲۹ اوت ۱۹۹۷)

نگاه آثار روایی طنزآمیز ویلهلم گناتسینو همان‌قدر که شاد و سرزنده‌است، غمگین و افسرده نیز هست که همین امر منجر به ایجاد یک توقع نابه‌جای کاری، عشقی، جسمی، سنی و حتی هنری می‌شود. علاوه بر این، متن‌های این نویسنده با زبانی لطیف و بی‌عیب و نقص از قدرت تغییر برخوردارند. آن‌ها نارسایی‌ها، بی‌حوصلگی‌ها و یکنواختی‌های شدید را به تجربیات درونی یک حس طنز تبدیل می‌کنند که این امر جادوی مکتب ادبی ویلهلم گناتسینو است. او استادانه به مخاطبان شیفتهٔ هنر حیات، سابقهٔ عملی ناامیدی، کاهش اشتیاق و فریب بیگانگی را می‌آموزد.

## آثار
نخستین رمان گناتسینو با عنوان «خیابان لازلین» در سال ۱۹۶۵ منتشر شد اما سال ۱۹۷۷ بود که وی با انتشار سه‌گانهٔ «آبشافل» به شهرت رسید. از آثار بعدی این نویسنده می‌توان به «آثاری در هالب ناتور» منتشر شده در انتشارات هانزر، «سال‌های دروغین» ۱۹۷۹، «لکه. ژاکت. اتاق. درد» ۱۹۸۹، «چتری برای یک روز» ۲۰۰۱، «در دوردست» ۱۹۹۳، «تصویر نویسنده، رمان خواننده‌است» ۱۹۹۴، «خوشبختی در زمان‌های دور خوشبختی» ۲۰۰۹ اشاره کرد. آخرین اثر منتشر شده از این نویسنده رمان «اگر ما جانور بودیم» نام دارد.

## جوایز
گناتسینو برای کتاب‌های خود که به زبان‌های متعدد از جمله انگلیسی، فرانسوی، یونانی، ایتالیایی، لیتوانیایی، هلندی، روسی، اسلوونیایی، اسپانیایی، چکی و مجارستانی ترجمه شده‌اند، جوایز ادبی بسیاری کسب کرده‌است که از جملهٔ آن‌ها جایزهٔ کلایست و جایزهٔ گئورگ بوشنر در سال ۲۰۰۴ است. جایزهٔ گئورگ بوشنر معتبرترین جایزهٔ ادبی آلمان است.
او همچنین در سال ۲۰۱۰ برای رمان «خوشبختی در زمان‌های دور خوشبختی» برندهٔ جایزهٔ زبان «رینکه» شد. همچنین گنتاتسیو برندهٔ جایزهٔ ادبی شهر کاسل برای طنز عجیب و غریب در سال ۲۰۱۳ شد. مراسم اهدای این جایزه که از سوی بنیاد بروکنر–کونر و شهر کاسل اهدا می‌شود، در ۲۳ فوریه ۲۰۱۳ در شهرداری شهر کسل برگزار شد. با اهدای این جایزه نویسنده‌ای تجلیل می‌شود که آثارش در عین این‌که به لحاظ اجتماعی منتقدانه و شاعرانه‌است، به عنوان نمونه‌ای بی‌نظیر از ادبیات طنز نیز به‌شمار می‌رود. جایزه ادبی کاسل برای طنز عجیب و غریب از سال ۱۹۸۵ هر سال اهدا می‌شود و با اهدای آن از نویسندگانی که آثارشان از یک طراز بالای هنری در زمینهٔ طنز و گروتسک متأثر است تجلیل می‌شود.

## پی‌نوشت
1. ↑  «آرشیو ویلهلم گناتسینو…»،  ایبنا.
2. ↑  «آرشیو ویلهلم گناتسینو…»،  ایبنا.
3. ↑  «آرشیو ویلهلم گناتسینو…»،  ایبنا.
4. ↑  «آرشیو ویلهلم گناتسینو…»،  ایبنا.
5. ↑  «آرشیو ویلهلم گناتسینو…»،  ایبنا.
6. ↑  نیازاده، «جایزهٔ ادبی کسل…»، ایبنا.
7. ↑  نیازاده، «جایزهٔ ادبی کسل…»، ایبنا.
8. ↑  «آرشیو ویلهلم گناتسینو…»،  ایبنا.
9. ↑  «آرشیو ویلهلم گناتسینو…»،  ایبنا.
10. ↑  نیازاده، «جایزهٔ ادبی کسل…»، ایبنا.
11. ↑  «آرشیو ویلهلم گناتسینو…»،  ایبنا.
12. ↑  «آرشیو ویلهلم گناتسینو…»،  ایبنا.
13. ↑  «آرشیو ویلهلم گناتسینو…»،  ایبنا.
14. ↑  نیازاده، «جایزهٔ ادبی کسل…»، ایبنا.
15. ↑  نیازاده، «جایزهٔ ادبی کسل…»، ایبنا.
16. ↑  نیازاده، «جایزهٔ ادبی کسل…»، ایبنا.
17. ↑  نیازاده، «جایزهٔ ادبی کسل…»، ایبنا.